# Bồ ngót Lâm Sơn
Bồ ngót Lâm Sơn (danh pháp: Sauropus kitanovii) là một loài thực vật có hoa trong họ Diệp hạ châu. Loài này được Nguyễn Nghĩa Thìn mô tả khoa học đầu tiên năm 1995.